# Traian Vuia Polytechnical Institute MicroTim+
Traian Vuia Polytechnical Institute MicroTim+ (MicroTim+) је кућни рачунар фирме IPTVT (Traian Vuia Polytechnical Institute) који је почео да се производи у Румунији током 1982. године.
Користио је Z80A, Z80B за TIM-S микропроцесорску јединицу а RAM меморија рачунара је имала капацитет од 80 KB. 

## Детаљни подаци
Детаљнији подаци о рачунару MicroTim+ су дати у табели испод.
|                       |                                       |
| [ 1 ]                 |                                       |
| Произвођач            |                                       |
| Тип                   | кућни рачунар                         |
| Меморија              | 80 KB                                 |
| Поријекло             | Румунија                              |
| Година                | 1982                                  |
| Тастатура             | одвојена тастатура. 40 тастера.       |
| Процесор              |                                       |
| Фреквенција процесора | 3,5 , 6 за TIM-S                      |
| RAM                   | 80 KB                                 |
| ROM                   | 16 ROM (модификовани ZX Spectrum ROM) |
| Текст                 | 32 стубова x 24 линије                |
| Графика               | 256 x 192 тачака                      |
| Боја                  | 16                                    |
| Звук                  | уграђени звучник                      |
| Димензије             | непознато                             |
| Портови               |                                       |
| Оперативни систем     |                                       |